# Semiaphis anthrisci
Semiaphis anthrisci är en insektsart som först beskrevs av Johann Heinrich Kaltenbach 1843.  Semiaphis anthrisci ingår i släktet Semiaphis och familjen långrörsbladlöss. Arten är reproducerande i Sverige. Inga underarter finns listade i Catalogue of Life.